# Cliff Richard
Sir Harry Rodger Webb, Kt, OBE, mais conhecido como Cliff Richard (Lucknow, 14 de outubro de 1940) é um cantor britânico nascido na Índia.
Com sua banda de apoio The Shadows, ele dominou o cenário musical popular britânico no final da década de 1950 e começo da década de 1960, antes do surgimento dos Beatles. Uma conversão para o Cristianismo e uma subsequente sofisticação em sua música levou Richard de sua imagem inicial rock em direção ao pop. Embora nunca tenha sido capaz de alcançar impacto significativo nos Estados Unidos, ele permaneceu uma personalidade popular na Grã-Bretanha, tanto na música quanto em filmes e na televisão.
Durante as últimas seis décadas Richard emplacou mais de 100 compactos de sucesso e detém o recorde (juntamente com Elvis Presley) de ser o único artista a estar na lista dos mais vendidos por toda a sua carreira (da década de 1950 até hoje). De acordo com seu website, Richard vendeu mais de 250 milhões de discos.

## Discografia parcial
- 1959 Cliff
- 1959 Cliff Sings
- 1959 Listen to Cliff
- 1960 Me and My Shadows
- 1961 21 Today
- 1961 The Young Ones
- 1962 32 Minutes & 17 Seconds
- 1963 In Spain With the Shadows
- 1963 Summer Holiday
- 1963 Swingers Paradise
- 1963 When in Spain
- 1963 Wonderful Life
- 1963 Wonderful to Be Young
- 1964 Aladdin & His Wonderful Lamp
- 1964 Cliff Richard in Spain
- 1965 Cliff Richard
- 1965 Love Is Forever
- 1965 When in Rome
- 1966 Finders Keepers
- 1966 Kinda Latin
- 1967 Cinderella
- 1967 Don't Stop Me Now
- 1967 Good News
- 1968 Established 1958
- 1968 Cliff in Japan
- 1968 Two a Penny
- 1969 Sincerely Cliff
- 1970 About That Man

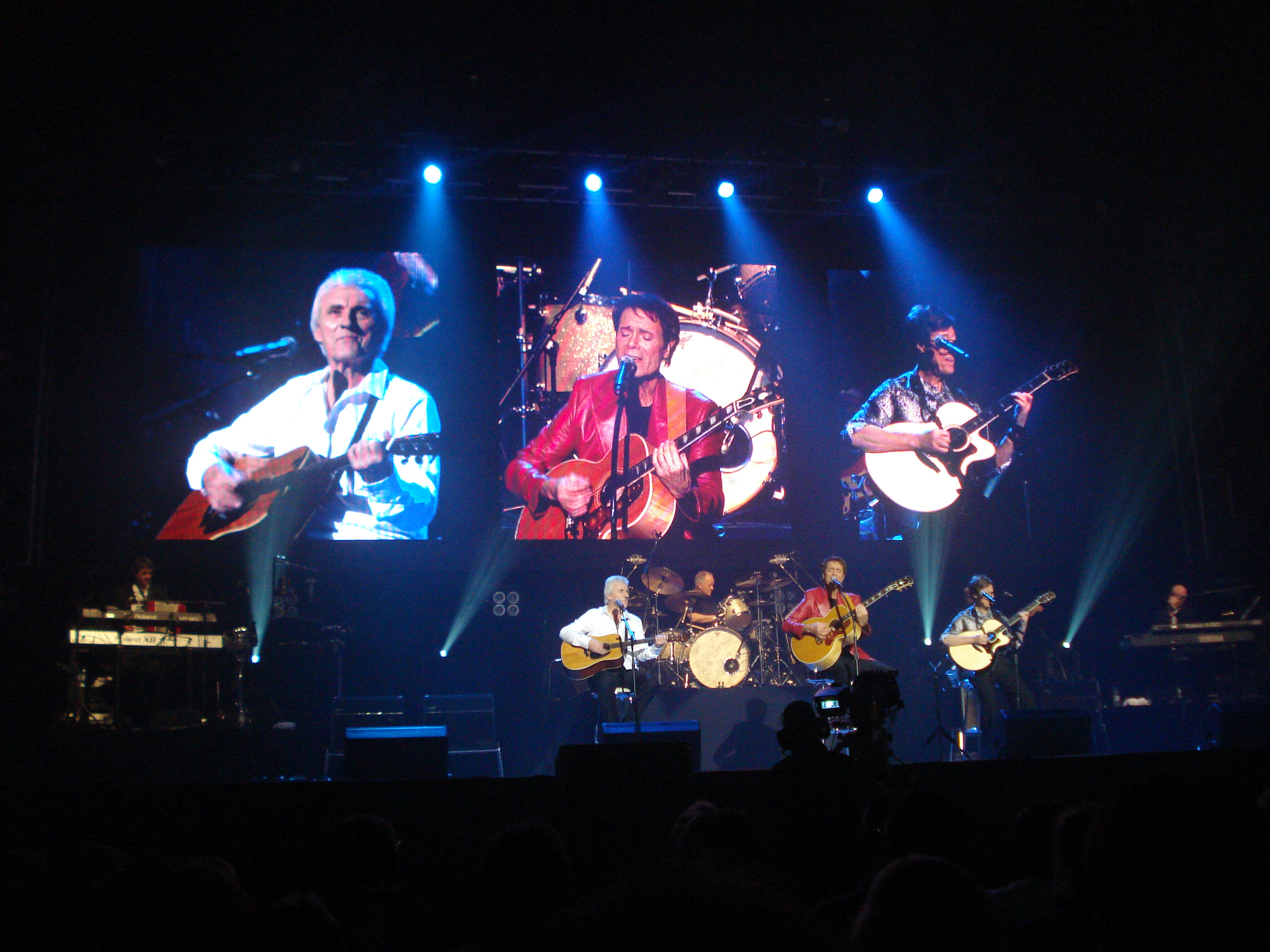
Cliff Richard and The Shadows Brussels 2009

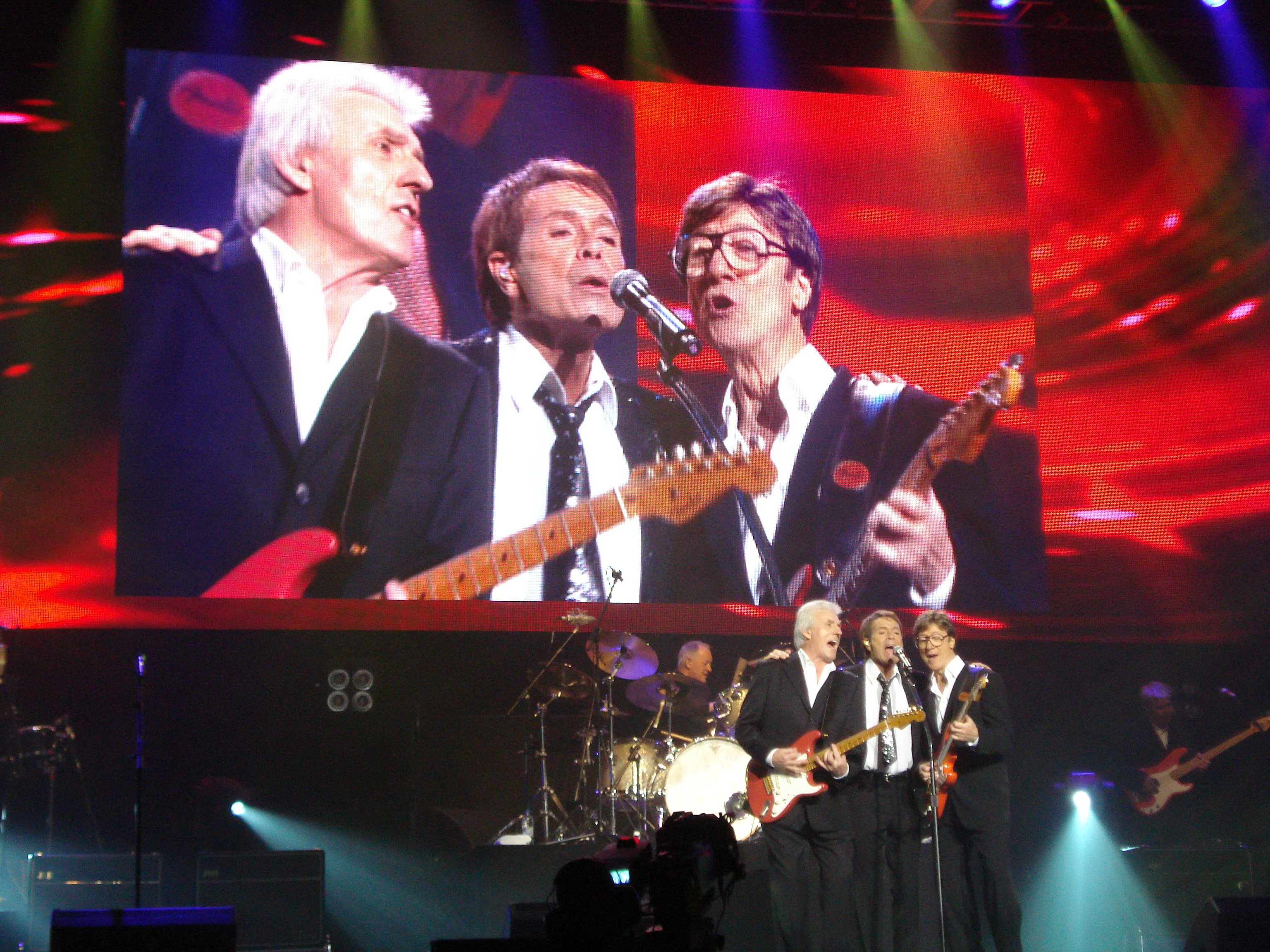
Cliff Richard and The Shadows 2009

- 1970 Cliff Live at the Talk of the Town
- 1970 His Land
- 1970 Tracks & Grooves
- 1973 Take Me High
- 1974 Help It Along
- 1974 The 31st of February Street
- 1975 Japan Tour 1974
- 1976 I'm Nearly Famous
- 1976 Live
- 1977 Every Face Tells a Story
- 1977 My Kind of Life
- 1977 Small Corners
- 1978 Green Light
- 1979 Thank You Very Much
- 1979 We Don't Talk Anymore
- 1980 I'm No Hero
- 1981 Love Songs
- 1988 Stronger Than That